# Banksia subg. Spathulatae
Sous-genre
Classification phylogénétique
Banksia subg. Spathulatae est un sous-genre de plantes à fleurs du genre Banksia et de la famille des Proteaceae. Il a été créé en 2007 d'après les travaux de Austin Mast and Kevin Thiele, et regroupe toutes les espèces de Banksia qui possèdent des cotylédons en forme de cuillère. Ce sous-genre a été créé de façon que la classification des Banksia respecte la phylogénie.